# Аґнета Мортенссон
Аґнета Мортенссон  (швед. Agneta Mårtensson, 31 липня 1961) — шведська плавчиня, олімпійська медалістка.

## Виступи на Олімпіадах
| Олімпіада         | Дисципліна                        | Місце |
| ----------------- | --------------------------------- | ----- |
| Москва 1980       | естафета 4 × 100 вільним стилем   | 2     |
| Москва 1980       | плавання на 100 метрів, батерфляй | 6     |
| Москва 1980       | плавання на 200 метрів, батерфляй | 7     |
| Москва 1980       | комплексна естафета 4 × 100       | 4     |
| Лос-Анджелес 1984 | плавання на 100 метрів, батерфляй | 17T   |